# Pechtelsgrün
Pechtelsgrün ist ein Ortsteil der sächsischen Stadt Lengenfeld im Vogtlandkreis. Die früher selbstständige Landgemeinde wurde am 1. März 1994 nach Lengenfeld eingemeindet.

## Geografische Lage
Pechtelsgrün liegt an den Ausläufern des nordwestlichen Erzgebirges (Kirchberger Granitgebiet) am Westhang des 512 m hohen Höllberges in einer Höhenlage von 494 m über NN. Der Ort befindet sich im Nordosten des historischen sächsischen Vogtlands am Übergang des Naturraumes Vogtland ins Westerzgebirge und hat eine Fläche von rund 486 ha.
Die Landstraße von Lengenfeld nach Zwickau und die Bahnstrecke Zwickau–Falkenstein führen an Pechtelsgrün vorbei. Der nächste Bahnhof liegt in Irfersgrün.
Der Ort grenzt an drei weitere Ortsteile der Stadt Lengenfeld, an einen Ortsteil der Stadt Rodewisch (alle im Vogtlandkreis) und an einen Ortsteil der Stadt Kirchberg (Landkreis Zwickau).
|             | Irfersgrün                                  |             |
| Waldkirchen | Kompassrose, die auf Nachbargemeinden zeigt | Stangengrün |
| Plohn       | Röthenbach                                  |             |

## Geschichte
Laut Historischem Ortsverzeichnis Sachsen war die Ersterwähnung des Ortes 1140 als Bertolsgrune. Weitere Ortsnamensformen sind Bertolsgrune (um 1410), Bertoldisgrune (1413), Perchtengrun, Perchtelsgrün (1460), Pertoltzgrun (1460), Bertelsgrun (1464), Pechtelsgrun (1531), Pechtlosgruen (1542), Pechlißgrun (1557), Bechtelsgrun (1579), Bächelsgrün (1752) und Pechtelsgrün (Bächtelsgrün) (1875).

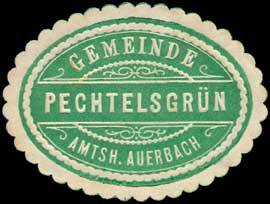
Alte Siegelmarke der Gemeinde Pechtelsgrün

Die Ortsgründung erfolgte bereits im 12. Jahrhundert durch die Besitzer der Adelsherrschaft Mylau in Form eines Waldhufendorfes. Auf der anderen Seite des Höllberges lag das als Exklave zum Amt Zwickau gehörige Dorf Stangengrün. Bereits frühzeitig spielte der Bergbau neben der Landwirtschaft  eine große Rolle für die Ortsentwicklung. Zwischen 1934 und 1968 war die Wolframitgrube Pechtelsgrün in Betrieb.
Die Grundherrschaft über Pechtelsgrün lag ab dem 16. Jahrhundert anteilig bei den Rittergütern Auerbach, Irfersgrün und Plohn obern Teils und untern Teils. Pechtelsgrün kam im 16. Jahrhundert mit der Herrschaft Mylau an das kursächsische bzw. spätere königlich-sächsische Amt Plauen, dem der Ort bis 1856 unterstand. 1856 wurde Pechtelsgrün dem Gerichtsamt Lengenfeld und 1875 der Amtshauptmannschaft Auerbach angegliedert. Durch die zweite Kreisreform in der DDR kam die Gemeinde Pechtelsgrün im Jahr 1952 zum Kreis Reichenbach im Bezirk Chemnitz (1953 in Bezirk Karl-Marx-Stadt umbenannt), der ab 1990 als sächsischer  Landkreis Reichenbach fortgeführt wurde und 1996 im Vogtlandkreis aufging.
Am 1. März 1994 wurden Pechtelsgrün und Irfersgrün in die benachbarte Stadt Lengenfeld (Vogtland) eingemeindet.

### Einwohnerstatistik
1577/1583 lebten im Ort 18 besessene Mann und 4 Häusler. 1764 waren es 33 besessene Mann, 1 Gärtner und 4 Häusler.
| Jahr            | 1834 | 1871 | 1890 | 1910 | 1925 | 1939 | 1946 | 1950 | 1964 | 1989 | 1990 | 2008 | 26. Mai 2011 | 2019 |
| --------------- | ---- | ---- | ---- | ---- | ---- | ---- | ---- | ---- | ---- | ---- | ---- | ---- | ------------ | ---- |
| Einwohnerzahlen | 241  | 316  | 308  | 306  | 298  | 298  | 364  | 383  | 398  | 340  | 345  | 321  | 345          | 309  |

1910 war Pechtelsgrün unter den 69 Kommunen der Amtshauptmannschaft Auerbach auf Rang 58 der Einwohnerstatistik. 1925 lebten im Ort 2 Katholiken, 294 Lutheraner und 2 andersgläubige.

## Wirtschaft und Verkehr
Pechtelsgrün war Sitz der Wolframitgrube Pechtelsgrün, des späteren VEB Wolfram-Zinnerz Pechtelsgrün, wo u. a. Buntmetallerze abgebaut worden sind. In der Wolframitgrube wurde von 1934 bis 1968 Bergbau betrieben, im Februar 1947 wurde die Aufbereitungsanlage durch die Wismut übernommen. Auch wurden die Anlagen der Klauberei in Pechtelsgrün abgebaut. Ein großer Teil der Belegschaft wurde von der SDAG Wismut übernommen.
Pechtelsgrün ist auch bekannt als Fundort von Rauchquarz.
Der Ort ist mit der BürgerBus-Linie 62 an den vertakteten ÖPNV des Verkehrsverbunds Vogtland angebunden. An der nahen Staatsstraße 293 liegt zudem die Haltestelle „Abzweig Pechtelsgrün“, die von der RufBus-Linie 87 von Irfersgrün nach Lengenfeld und weiter als Linie 63 nach Plauen bedient wird.

## Sehenswürdigkeiten

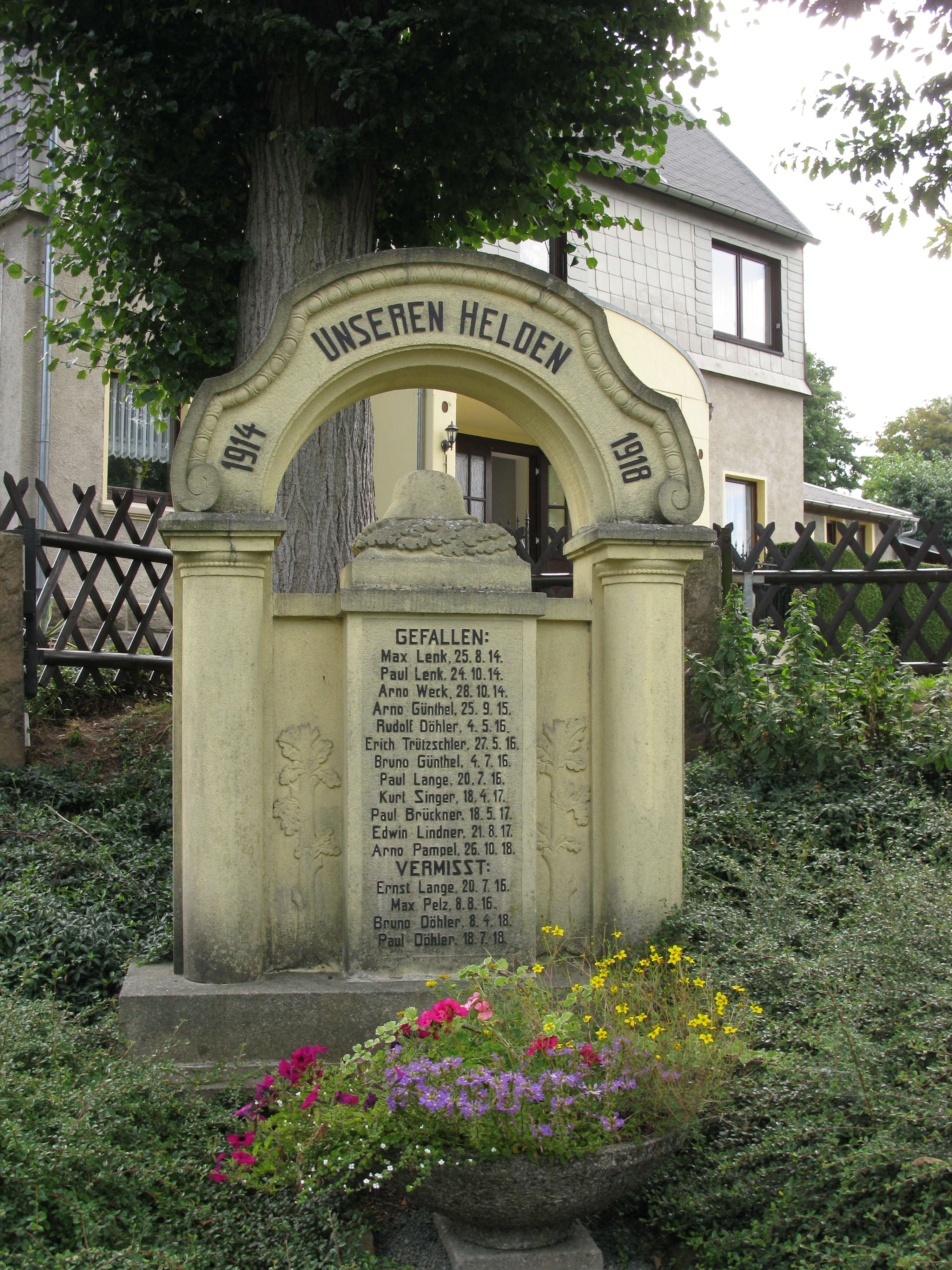
Kriegerdenkmal

Zu den Sehenswürdigkeiten von Pechtelsgrün zählt u. a. die Kandelaberlinde. Es handelt sich dabei um eine Winterlinde, die auf der Liste der Naturdenkmale des Vogtlandkreises steht und schätzungsweise über 400 Jahre alt ist. Ihre Höhe beträgt ca. 21 m und der Umfang des Baumstammes ca. 5 m.